# North Kelsey
North Kelsey är en ort och civil parish i Storbritannien.   Den ligger i grevskapet Lincolnshire och riksdelen England, i den sydöstra delen av landet, 220 km norr om huvudstaden London. North Kelsey ligger 16 meter över havet och antalet invånare är 959.
Terrängen runt North Kelsey är platt, och sluttar västerut. Runt North Kelsey är det ganska tätbefolkat, med 70 invånare per kvadratkilometer. Närmaste större samhälle är Scunthorpe, 17,3 km nordväst om North Kelsey. Trakten runt North Kelsey består till största delen av jordbruksmark.